# Pierre Goldman
Pierre Goldman (Lyon, 22 de junio de 1944-París, 20 de septiembre de 1979) era un intelectual de  izquierda y escritor francés, además de ser medio hermano por parte de padre del célebre cantante Jean-Jacques Goldman. Murió asesinado en el XIII Distrito de París; el asesinato fue reivindicado por un grupúsculo de extrema derecha, Honneur de la Police (‘Honor de la Policía’), pero a día de hoy sigue sin esclarecerse.

## Infancia y juventud revolucionaria
Pierre Goldman nació a finales de la Segunda Guerra Mundial en una familia de judíos polacos que participaron activamente en la Resistencia Francesa en Lyon. En sus memorias, Pierre Goldman contaba cómo sus padres transportaban armas dentro de su cuna junto a él para entregar armas a los Francotiradores y Partisanos (FTP-MOI).
Alumno revoltoso y gamberro, tras pasar por diversos colegios, el joven Pierre Goldman adquiere desde muy temprana edad una vocación contestataria. En el instituto, Pierre Goldman ingresa en las juventudes comunistas francesas y pronto ocupa un cargo en el servicio de orden de la Unión de Estudiantes Comunistas de Francia. En 1968, decide marcharse a Venezuela, dónde pasará un año en la guerrilla venezolana de las Fuerzas Armadas de Liberación Nacional.

## El caso Goldman
Frustrado por el fracaso de su experiencia en la guerrilla venezolana, Pierre Goldman regresa a Francia en septiembre de 1969. En pocos meses, de septiembre a diciembre de 1969, comete tres atracos en París (una farmacia, una tienda de alta costura y a un agente de los subsidios estatales).
Un chivato de la policía acusa a Pierre Goldman del sangriento atraco de otra farmacia, en el distrito XIX de París, en diciembre de 1969, que causó la muerte de dos farmacéuticas y heridas a un cliente y a un policía de civil. Este mismo policía identificó, mediante una fotografía y una posterior rueda de reconocimiento, a Pierre Goldman como autor del atraco; más adelante, dicha identificación sería puesta en duda durante la celebración del segundo juicio.
Detenido, Pierre Goldman reconoce su participación en los tres robos anteriormente mencionados, pero niega rotundamente haber participado en el último sangriento atraco de la farmacia. Apoyado por amplios sectores de la izquierda francesa, el juicio de Pierre Goldman desata amplias pasiones. En 1974, tras un primer juicio, Pierre Goldman es reconocido culpable y condenado a cadena perpetua. El veredicto causó una gran indignación entre la izquierda francesa, que se movilizó creando comités de apoyo a Pierre Goldman para la revisión del caso. La prensa se interesó por el caso Pierre Goldman e incluso varias celebridades francesas de la época, como la actriz Simone Signoret, manifestaron públicamente su apoyo a favor de un nuevo juicio.
Finalmente, la Corte de Casación francesa anuló el primer veredicto y ordenó la celebración de un segundo juicio. Al finalizar el segundo juicio, Pierre Goldman fue absuelto de los dos asesinatos y condenado a doce años de cárcel por sus tres primeros atracos. Gracias a una remisión de la condena, Pierre Goldman fue liberado unos meses más tarde.

## Pierre Goldman, escritor
Durante su estancia en la cárcel, Pierre Goldman escribió una novela autobiográfica, Souvenirs obscurs d'un juif polonais né en France (Recuerdos oscuros de un judío polaco nacido en Francia). El libro fue un auténtico éxito editorial y de crítica, con más de sesenta mil ejemplares vendidos, e hizo que la opinión pública simpatizara con su causa; incluso su abogado defensor distribuyó el libro entre los miembros del jurado de su juicio.
En 1977, unos meses después de su liberación, Pierre Goldman publicó un segundo libro mucho más polémico, L'ordinaire mésaventure d'Archibald Rapoport (La banal desventura de Archibald Rapoport). En esta novela, el personaje principal (que se parece enormemente al autor) comete una serie de asesinatos, lo cual desconcertó enormemente a la opinión pública.
Paralelamente a su actividad de escritor, Pierre Goldman ejerció de columnista en diversos medios impresos de izquierda como la revista Les Temps Modernes y el periódico Libération.

## El asesinato de Pierre Goldman
El 20 de septiembre de 1979, Pierre Goldman es asesinado de un disparo a quemarropa en una céntrica plaza del distrito XIII de París. Los testigos presenciales relatan haber escuchado a tres sospechosos hablar en español. La policía imputó el asesinato a un ajuste de cuentas mafioso, pese a que el asesinato fue reivindicado a la Agence France-Presse (AFP) por una desconocida organización de extrema derecha, Honneur de la Police.
27.000 personas, entre las cuales destacaba la presencia de numerosos intelectuales y celebridades, asistieron al entierro de Pierre Goldman en el Cementerio del Père-Lachaise de París. Su mujer dio a luz a su hijo Manuel escasas horas después de su asesinato.
Pese a que nunca se detuvo a los responsables del asesinato, varias hipótesis sobre la autoría del crimen fueron lanzadas en su momento:
- Policías de extrema derecha, descontentos tras la humillación que les supuso la anulación y liberación de Pierre Goldman tras el segundo juicio.
- Servicios secretos franceses.
- Mafia marsellesa bajo las órdenes de los futuros cuadros del GAL, ya que existían rumores de que Pierre Goldman entregaba armas a ETA.

Siguiendo esta última hipótesis, el caso Pierre Goldman dio una nueva vuelta de tuerca con las siguientes declaraciones del comisario de policía Lucien Aimé Blanc al periódico Libération en abril de 2006:
Fue mi confidente Jean-Pierre Maïone quien se cargó a Pierre Goldman y que me lo confesó muchos más tarde. Al principio, como el atentado había sido revindicado por «Honneur de la Police» y puesto que Maïone trabajaba con el director de los servicios secretos franceses, Maurice Paoli, exmiembro de las redes «Algeria francesa», pensé que estos ultras se habían cargado a Goldman, que había sido absuelto de un homicidio doble en una farmacia. Pero mi colega Paoli, que no solía ocultarme casi nada, me dijo: «Nosotros no fuimos». Finalmente, Maïone me explicó que fue el futuro Grupo de acción liberación [sic], el GAL, quien decidió asesinar a Goldman. El GAL era un servicio paralelo de antiterrorismo compuesto por agentes secretos y delincuentes manipulados por las fuerzas represivas españolas que liquidaban a gente de ETA. Pierre Goldman, que frecuentaba la brasserie Bofinger, feudo de los independentistas vascos, pretendía crear una red armada para luchar contra esos anti-ETA. Contactó con delincuentes izquierdistas, como Charlie Bauer que no quiso, Mesrine que se negó, y autónomos. De tanto pregonar sus futuras acciones contra el GAL, Goldman apareció como alguien peligroso. Lo mataron unos delincuentes marselleses del GAL con Maïone, quien mencionó también a un comandante, ex miembro del Sdece, sin darme su identidad.